# Tá-há szúra
A Tá-há szúra a Korán 20. szúrája. Címét a kezdő versről kapta, mely e két rejtélyes betűt tartalmazza. A betűkapcsolat mint férfi személynév is gyakori: Mohamed próféta egyik gyakran használt mellékneve, de híres viselője még Taha Huszejn, a jelentős egyiptomi író.
Mekkai kinyilatkoztatás. 135 ájából áll, leghosszabban Mózes történetét taglalja. A hagyomány szerint Umar ibn al-Hattáb, a későbbi kalifa ennek hallatán tért át az iszlámra.
[21-24] A Mindenható Allah azt mondta: Fogd meg és ne félj, mert visszaállítjuk korábbi állapotába. Most szorítsa a kezét a hónalja alá; minden sérülés nélkül ragyogóan fog kijönni. Ez a második jel. Ez azért van, mert megmutatjuk Önnek nagyszerű jeleinket. Most pedig menj a fáraóhoz, mert lázadóvá vált.

## A Tá-há szúra online elérhetőségei
1. Iqra-projekt (magyar): 
2. Többnyelvű Korán-portál: 